# Óriásliliom
Az óriásliliom (Cardiocrinum) a liliomfélék családjának egyik nemzetsége. A csoportba három évelő, fagyot jól tűrő faj tartozik. A Lilium nemzetség közeli rokonai, korábban hozzájuk sorolták őket.

## Leírása

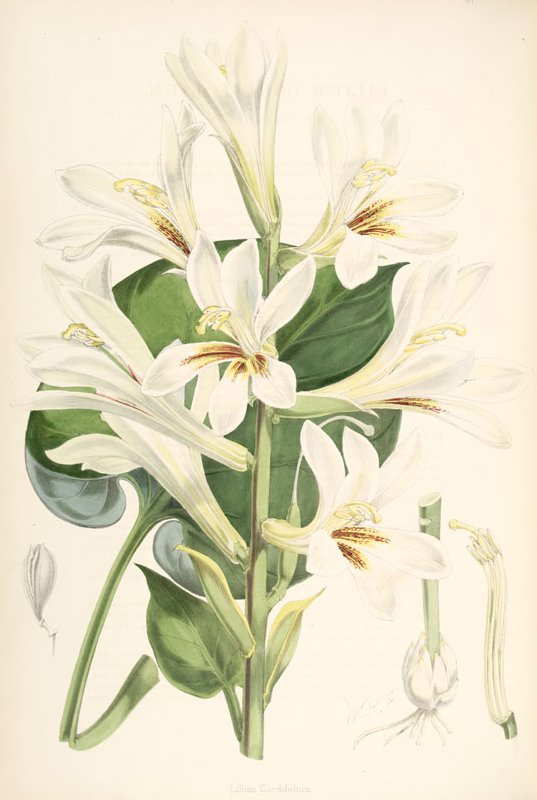
Cardiocrinum cordatum

Az óriásliliomok magjából több mint öt év alatt fejlődik ki szív alakú, élénkzöld, fényes felületű leveleinek rozettája, amelyből aztán virágzatának magas, egyenes, elágazás nélküli szára kinő. Virágzata 4-20, akár a 20 cm-es hosszt is elérő, fehér alapszínű, illatos, megnyúlt tölcséres virágból áll.
Virágzás és magérlelés után a növény elpusztul, de főhagymája körül akár tíz kis sarjhagyma nő ki, melyek aztán méretüktől függően 3-5 év múlva újra virágoznak.

## Elterjedése
A nemzetség valamennyi faja Ázsiában él. A félárnyékos, tápanyagban gazdag, állandóan nedves üde talajokat kedvelik. Dekoratív virágaiért európai kertekben is ültetik.

## Fajok
A nemzetség tudományos neve - Cardiocrinum - a görög kardio, szív és krinum, liliom szavakból ered. Három faj tartozik hozzá:
- Cardiocrinum cathayanum (E.H. Wilson) Lindl. kínai óriásliliom: 80 cm magas, Közép- és Kelet-Kínában honos
- Cardiocrinum cordatum (Thunb.) Makino): 100–250 cm-esre nő, Japán lombhullató- és bambuszerdeiben nő Honsú, Sikoku és Kjúsú szigetén, ezenkívül Dél-Szahalinon és a déli Kuril-szigeteken is 
  - Cardiocrinum cordatum var. glehnii (F. Schmidt) H. Hara: Virága zöld és tölcséres
- Cardiocrinum giganteum (Wall.) Makino himalájai óriásliliom: 250–400 cm magas
  - Cardiocrinum giganteum var. giganteum: Kelet-Himalája, Mianmar, Tibet
  - Cardiocrinum giganteum var. yunnanense (Leichtlin ex Elwes) Stearn; Syn.: Cardiocrinum mirabile (Franch.) Makino: A virágok inkább felfelé állnak, közepük élénkvörös; Kína, Mianmar

## Fordítás
- Ez a szócikk részben vagy egészben  a   Riesenlilien című német Wikipédia-szócikk ezen változatának fordításán alapul.  Az eredeti cikk szerkesztőit annak laptörténete sorolja fel. Ez a jelzés csupán a megfogalmazás eredetét és a szerzői jogokat jelzi, nem szolgál a cikkben szereplő információk forrásmegjelöléseként.